# Wimbledon 1968
De 82e editie van het Britse grandslamtoernooi, Wimbledon 1968, werd gehouden van maandag 24 juni tot en met zaterdag 6 juli 1968. Voor de vrouwen was het de 75e editie van het graskampioenschap. Deze editie is de eerste die tot het open tijdperk wordt gerekend, dat wil zeggen: niet alleen amateurs maar ook beroepstennissers konden voortaan inschrijven. Het toernooi werd gespeeld bij de All England Lawn Tennis and Croquet Club in de wijk Wimbledon van de Britse hoofdstad Londen.
Op de enige zondag tijdens het toernooi (Middle Sunday) werd traditioneel niet gespeeld.
Het toernooi van 1968 trok 276.270 toeschouwers.

## Belangrijkste uitslagen
Mannenenkelspel

Finale: Rod Laver (Australië) won van Tony Roche (Australië) met 6-3, 6-4, 6-2
Vrouwenenkelspel

Finale: Billie Jean King (Verenigde Staten) won van Judy Tegart (Australië) met 9-7, 7-5
Mannendubbelspel

Finale: John Newcombe (Australië) en Tony Roche (Australië) wonnen van Ken Rosewall (Australië) en Fred Stolle (Australië) met 6-3, 6-8, 14-12, 6-3
Vrouwendubbelspel

Finale: Rosie Casals (Verenigde Staten) en Billie Jean King (Verenigde Staten) wonnen van Françoise Dürr (Frankrijk) en Ann Haydon-Jones (Groot-Brittannië) met 3-6, 6-4, 7-5
Gemengd dubbelspel

Finale: Margaret Court (Australië) en Ken Fletcher (Australië) wonnen van Olga Morozova (Sovjet-Unie) en Alex Metreveli (Sovjet-Unie) met 6-1, 14-12
Meisjesenkelspel

Finale: Kristy Pigeon (Verenigde Staten) won van Lesley Hunt (Australië) met 6-4, 6-3
Jongensenkelspel

Finale: John Alexander (Australië) won van Jacques Thamin (Frankrijk) met 6-1, 6-2
Dubbelspel bij de junioren werd voor het eerst in 1982 gespeeld.

## Toeschouwersaantallen
|           |        | eerste week |         | tweede week |
| --------- | ------ | ----------- | ------- | ----------- |
| maandag   |        | 20.082      |         | 136.134     |
| dinsdag   | 19.539 |             |         | 136.134     |
| woensdag  | 27.286 |             |         | 136.134     |
| donderdag | 23.750 |             |         | 136.134     |
| vrijdag   | 23.198 |             |         | 136.134     |
| zaterdag  | 26.331 |             |         | 136.134     |
| zondag    | –      | –           |         |             |
| Totaal    |        | 276.270     | 276.270 | 276.270     |

1877 · 1878 · 1879 · 1880 · 1881 · 1882 · 1883 · 1884 · 1885 · 1886 · 1887 · 1888 · 1889 · 1890 · 1891 · 1892 · 1893 · 1894 · 1895 · 1896 · 1897 · 1898 · 1899 · 1900 · 1901 · 1902 · 1903 · 1904 · 1905 · 1906 · 1907 · 1908 · 1909 · 1910 · 1911 · 1912 · 1913 · 1914 · 1915–1918 · 1919 · 1920 · 1921 · 1922 · 1923 · 1924 · 1925 · 1926 · 1927 · 1928 · 1929 · 1930 · 1931 · 1932 · 1933 · 1934 · 1935 · 1936 · 1937 · 1938 · 1939 · 1940–1945 · 1946 · 1947 · 1948 · 1949 · 1950 · 1951 · 1952 · 1953 · 1954 · 1955 · 1956 · 1957 · 1958 · 1959 · 1960 · 1961 · 1962 · 1963 · 1964 · 1965 · 1966 · 1967
↓ open tijdperk ↓
1968 (m-v-md-vd-gd) · 1969 (m-v-md-vd-gd) · 1970 (m-v-md-vd-gd) · 1971 (m-v-md-vd-gd) · 1972 (m-v-md-vd-gd) · 1973 (m-v-md-vd-gd) · 1974 (m-v-md-vd-gd) · 1975 (m-v-md-vd-gd) · 1976 (m-v-md-vd-gd) · 1977 (m-v-md-vd-gd) · 1978 (m-v-md-vd-gd) · 1979 (m-v-md-vd-gd) · 1980 (m-v-md-vd-gd) · 1981 (m-v-md-vd-gd) · 1982 (m-v-md-vd-gd) · 1983 (m-v-md-vd-gd) · 1984 (m-v-md-vd-gd) · 1985 (m-v-md-vd-gd) · 1986 (m-v-md-vd-gd) · 1987 (m-v-md-vd-gd) · 1988 (m-v-md-vd-gd) · 1989 (m-v-md-vd-gd) · 1990 (m-v-md-vd-gd) · 1991 (m-v-md-vd-gd) · 1992 (m-v-md-vd-gd) · 1993 (m-v-md-vd-gd) · 1994 (m-v-md-vd-gd) · 1995 (m-v-md-vd-gd) · 1996 (m-v-md-vd-gd) · 1997 (m-v-md-vd-gd) · 1998 (m-v-md-vd-gd) · 1999 (m-v-md-vd-gd) · 2000 (m-v-md-vd-gd) · 2001 (m-v-md-vd-gd) · 2002 (m-v-md-vd-gd) · 2003 (m-v-md-vd-gd) · 2004 (m-v-md-vd-gd) · 2005 (m-v-md-vd-gd) · 2006 (m-v-md-vd-gd) · 2007 (m-v-md-vd-gd) · 2008 (m-v-md-vd-gd) · 2009 (m-v-md-vd-gd) · 2010 (m-v-md-vd-gd) · 2011 (m-v-md-vd-gd) · 2012 (m-v-md-vd-gd) · 2013 (m-v-md-vd-gd) · 2014 (m-v-md-vd-gd) · 2015 (m-v-md-vd-gd) · 2016 (m-v-md-vd-gd) · 2017 (m-v-md-vd-gd) · 2018 (m-v-md-vd-gd) · 2019 (m-v-md-vd-gd) · 2020 · 2021 (m-v-md-vd-gd) · 2022 (m-v-md-vd-gd) · 2023 (m-v-md-vd-gd) · 2024 (m-v-md-vd-gd) · 2025 (m-v-md-vd-gd)
Lijst van Wimbledonwinnaars · Toernooien per editie